# لان یو (ژنرال)
لان یو (انگلیسی: Lan Yu; ۱ ژانویهٔ ۱۳۳۰ – ۱ ژانویهٔ ۱۳۹۳) سیاستمدار، یک ژنرال نظامی و سیاستمدار چینی در اوایل دودمان مینگ بود. خاندان اجدادی او در شهرستان دینگیوان امروزی، آن‌هوئی بودند. در سال ۱۳۹۳، لان یو به خیانت  و برنامه‌ریزی برای شورش متهم شد و توسط هونگ‌وو اعدام شد.